# Yasir Baalghayth al-Nashri
Yasir Baalghayth al-Nashri (arabisch ياسر الناشري, DMG Yāsir an-Nāširī; * 13. Dezember 1987) ist ein ehemaliger saudischer Leichtathlet, der sich auf den Sprint spezialisiert hat.

## Sportliche Laufbahn
Erste internationale Erfahrungen sammelte Yasir Baalghayth al-Nashri im Jahr 2008, als er bei den Hallenasienmeisterschaften in Doha im 60-Meter-Lauf mit 6,89 s in der Vorrunde ausschied. Im Jahr darauf belegte er bei den Arabischen Meisterschaften in Damaskus in 10,1 s den vierten Platz über 100 Meter und siegte mit der saudischen 4-mal-100-Meter-Staffel in 40,09 s. Anschließend gewann er bei den Hallenasienspielen in Hanoi in 6,66 s die Silbermedaille über 60 Meter hinter dem Chinesen Su Bingtian. Daraufhin erreichte er bei den Asienmeisterschaften in Guangzhou das Halbfinale im 100-Meter-Lauf, in dem er mit 10,84 s ausschied. Bei den Leichtathletik-Hallenweltmeisterschaften 2010 in Doha schied er mit 6,83 s in der ersten Runde aus und nahm anschließend erstmals an den Asienspielen in Guangzhou teil und gewann dort in 10,26 s die Silbermedaille über 100 Meter hinter dem Chinesen Lao Yi, während er mit der Staffel nach 40,01 s auf Rang sechs einlief.
2011 wurde er bei den Leichtathletik-Asienmeisterschaften 2011 in Kōbe in 10,31 s Vierter über 100 Meter und anschließend belegte er bei den Militärweltspielen in Rio de Janeiro in 10,43 s den sechsten Platz, während er mit der Staffel in 50,71 s Rang fünf erreichte. Daraufhin schied er bei den Arabischen Meisterschaften in al-Ain mit 22,17 s im 200-Meter-Lauf in der Vorrunde aus und belegte über 100 Meter in 10,70 s den fünften Platz. Bei den Panarabischen Spielen in Doha gewann er in 10,47 s die Silbermedaille hinter dem Marokkaner Aziz Ouhadi, nachdem zwei vor ihm liegende Athleten wegen Dopingverstöße disqualifiziert wurden. Zudem siegte er dort mit der Staffel in 39,67 s. 2013 wurde er bei den Arabischen Meisterschaften ebendort im Finale disqualifiziert, wie auch bei den anschließenden Asienmeisterschaften in Pune. 2015 erreichte er bei den Asienmeisterschaften in Wuhan das Halbfinale über 100 Meter und schied dort mit 13,88 s aus. 2018 beendete er in Dschidda seine aktive sportliche Karriere im Alter von 30 Jahren.
In den Jahren 2011 und 2012 wurde al-Nashri saudischer Meister im 100-Meter-Lauf.

## Persönliche Bestzeiten
- 100 Meter: 10,24 s (0,0 m/s), 29. Februar 2012 in Mekka
  - 60 Meter (Halle): 6,66 s, 31. Oktober 2009 in Hanoi
- 200 Meter: 21,21 s (+0,6 m/s), 22. April 2010 in Riad